# Atthila ingolfiana
Atthila ingolfiana Bergh, 1900 è un mollusco nudibranchio della famiglia Arminidae. È l'unica specie nota del genere Atthila.